# 住まい・まちづくり活動推進協議会
住まい・まちづくり活動推進協議会（すまい・まちづくりかつどうすいしんきょうぎかい）は、NPOや市民団体など、住まい・まちづくり活動を行っている団体を支援し、その活性化を図ることを目的に、事業を行っている団体である。

## 概要
- 設立：2003年10月24日
- 会長：巽和夫（京都大学名誉教授）
- 会員：住まい・まちづくり活動の推進に関わる個人や団体

学識経験者
住まい・まちづくり活動に係る支援事業を行っている団体
地方公共団体、地方住宅供給公社など
その他の住まい・まちづくり活動に関連する団体
- 事務局：一般財団法人ハウジングアンドコミュニティ財団

〒107-0052 東京都港区赤坂1-5-11 新虎ノ門ビル5階

## 主な事業
- 情報発信・情報交流

ウェブサイトの運営、シンポジウムや講演会の記録冊子、調査・研究の報告書の作成・配布、情報交流会の運営など
- 普及・啓発

シンポジウムや講演会の開催など
- 調査・研究

住まい・まちづくり分野のNPO・市民活動、助成・支援活動の実態や可能性、今後の展望などについての調査・研究など
- 研修・相談

住まい・まちづくり分野のNPO・市民活動に関わる研修・相談の実施

## 主な刊行物

### suma-machiブックレット
シンポジウムや講演会の記録、調査・研究の報告をとりまとめた冊子
- 1 「シンポジウム＝まちを読み、描く～まちの個性★のつかみ方～」（2008年2月8日）
- 2 「調査研究＝住まい・まちづくり活動団体における支援・助成実績調査」（2008年5月1日）
- 3 「研修会＝協働の住まい・まちづくり～想いが重なる住まい・まちの実現に向けて～」（2008年5月27日）
- 4 「講演会＝江戸のまちづくり～平成のまちづくり」（2008年8月18日）
- 5 「シンポジウム＝まちを彩る～まちの個性★のつむぎ方～」（2009年2月19日）
- 6 「調査研究＝住まい・まちづくり支援・助成団体に関する実態調査」（2009年3月31日）
- 7 「調査研究＝まちを生きる～地域の住まい・まちづくり活動史研究（谷中界隈編）」（2009年6月30日）
- 8 「調査研究＝住まい・まちづくり活動団体における支援・助成に関する実態調査」（2010年3月10日）
- 9 「講演会＝まちなみ保全の戦略～日常を豊かにするまちなみ保全とは～」（2010年3月23日）
- 10 「シンポジウム＝まちを抱く～まちの個性★のつつみ方」（2010年3月31日）
- 11 「調査研究＝まちを生きる～地域の住まい・まちづくり活動史研究（谷中界隈編②）」（2010年3月31日）
- 12 「講演会＝まちを育む暮らしの役割」（2011年1月17日）
- 13 「調査研究＝住まい・まちづくり支援・助成団体に関する実態調査」（2011年3月31日）
- 14 「研修会＝協働の住まい・まちづくり④～まちづくりへのみち」（2011年3月31日）
- 15 「シンポジウム＝まちを解す～まちの個性★のつなぎ方」（2011年3月31日）
- 16 「調査研究＝地域の住まい・まちづくり活動研究（アートプロジェクト編①）」（2011年3月31日）
- 17 「講演会＝まちへ、市民まちづくりのみち。」（2011年8月24日）